# Wereldkampioenschappen shorttrack 2016
De wereldkampioenschappen shorttrack 2016 werden van 11 tot en met 13 maart 2016 gehouden in het Mokdong Stadium in de Zuid-Koreaanse hoofdstad Seoel.
Er waren in het totaal tien wereldtitels te verdienen. Voor zowel de mannen als de vrouwen ging het om de 500 meter, de 1000 meter, de 1500 meter, het allroundklassement en de aflossing. De individuele allroundtitels gingen naar Han Tianyu en Choi Min-jeong, de aflossingstitels gingen naar de Chinese mannen en de Koreaanse vrouwen.

## Medailles

### Mannen
| Onderdeel         | Goud                                              | Goud                                              | Zilver                                                                     | Zilver                                                                     | Brons                                                       | Brons                                                       |
| ----------------- | ------------------------------------------------- | ------------------------------------------------- | -------------------------------------------------------------------------- | -------------------------------------------------------------------------- | ----------------------------------------------------------- | ----------------------------------------------------------- |
| 500m              | Shaolin Sándor Liu                                | HUN                                               | Wu Dajing                                                                  | CHN                                                                        | Shaoang Liu                                                 | HUN                                                         |
| 1000m             | Charles Hamelin                                   | CAN                                               | Samuel Girard                                                              | CAN                                                                        | Wu Dajing                                                   | CHN                                                         |
| 1500m             | Han Tianyu                                        | CHN                                               | Shaoang Liu                                                                | HUN                                                                        | Park Se-yeong                                               | KOR                                                         |
| 3000m superfinale | Han Tianyu                                        | CHN                                               | Park Se-yeong                                                              | KOR                                                                        | Charles Hamelin                                             | CAN                                                         |
| Klassement        | Han Tianyu                                        | CHN                                               | Charles Hamelin                                                            | CAN                                                                        | Sándor Liu Shaolin                                          | HUN                                                         |
| Aflossing         | China Han Tianyu Shi Jingnan Wu Dajing Xu Hongzhi | China Han Tianyu Shi Jingnan Wu Dajing Xu Hongzhi | Canada Charle Cournoyer Alexander Fathoullin Samuel Girard Charles Hamelin | Canada Charle Cournoyer Alexander Fathoullin Samuel Girard Charles Hamelin | Zuid-Korea Kwak Yoon-gy Park Ji-won Park Se-yeong Seo Yi-ra | Zuid-Korea Kwak Yoon-gy Park Ji-won Park Se-yeong Seo Yi-ra |

### Vrouwen
| Onderdeel         | Goud                                                                      | Goud                                                                      | Zilver                                                                                               | Zilver                                                                                               | Brons                                                                                | Brons                                                                                |
| ----------------- | ------------------------------------------------------------------------- | ------------------------------------------------------------------------- | --- | --- | ------------------------------------------------------------------------------------ | ------------------------------------------------------------------------------------ |
| 500m              | Fan Kexin                                                                 | CHN                                                                       | Marianne St-Gelais                                                                                   | CAN                                                                                                  | Qu Chunyu                                                                            | CHN                                                                                  |
| 1000m             | Choi Min-jeong                                                            | KOR                                                                       | Elise Christie                                                                                       | GBR                                                                                                  | Kasandra Bradette                                                                    | CAN                                                                                  |
| 1500m             | Marianne St-Gelais                                                        | CAN                                                                       | Choi Min-jeong                                                                                       | KOR                                                                                                  | Elise Christie                                                                       | GBR                                                                                  |
| 3000m superfinale | Suzanne Schulting                                                         | NED                                                                       | Guo Yihan                                                                                            | CHN                                                                                                  | Elise Christie                                                                       | GBR                                                                                  |
| Klassement        | Choi Min-jeong                                                            | KOR                                                                       | Marianne St-Gelais                                                                                   | CAN                                                                                                  | Elise Christie                                                                       | GBR                                                                                  |
| Aflossing         | Zuid-Korea Choi Min-jeong Kim A-lang Lee Eun-byul Noh Do-hee Shim Suk-hee | Zuid-Korea Choi Min-jeong Kim A-lang Lee Eun-byul Noh Do-hee Shim Suk-hee | Canada Kasandra Bradette Namasthee Harris-Gauthier Valérie Maltais Audrey Phaneuf Marianne St-Gelais | Canada Kasandra Bradette Namasthee Harris-Gauthier Valérie Maltais Audrey Phaneuf Marianne St-Gelais | Rusland Jekaterina Efremenkova Sofia Prosvirnova Emina Malagitsj Jevgenija Zacharova | Rusland Jekaterina Efremenkova Sofia Prosvirnova Emina Malagitsj Jevgenija Zacharova |

### Medailleklassement
| Plaats | Land                | Goud | Zilver | Brons | Totaal |
| 1      | China               | 4    | 1      | 2     | 7      |
| 2      | Zuid-Korea          | 3    | 1      | 2     | 6      |
| 3      | Canada              | 2    | 6      | 1     | 9      |
| 4      | Hongarije           | 1    | 1      | 2     | 4      |
| 5      | Verenigd Koninkrijk | 0    | 1      | 2     | 3      |
| 6      | Rusland             | 0    | 0      | 1     | 1      |
| Totaal | Totaal              | 10   | 10     | 10    | 30     |

## Eindklassementen

### Mannen
| Rang   | Naam               | Land                | Punten |
| ------ | ------------------ | ------------------- | ------ |
| Goud   | Han Tianyu         | China               | 68     |
| Zilver | Charles Hamelin    | Canada              | 48     |
| Brons  | Sándor Liu Shaolin | Hongarije           | 41     |
| 4      | Park Se-yeong      | Zuid-Korea          | 39     |
| 5      | Shaoang Liu        | Hongarije           | 39     |
| 6      | Wu Dajing          | China               | 37     |
| 7      | Samuel Girard      | Canada              | 32     |
| 8      | Seo Yi-ra          | Zuid-Korea          | 24     |
| 9      | Jack Whelbourne    | Verenigd Koninkrijk | 8      |
| 10     | Shi Jingnan        | China               | 5      |

### Vrouwen
| Rang   | Naam                | Land                | Punten |
| ------ | ------------------- | ------------------- | ------ |
| Goud   | Choi Min-jeong      | Zuid-Korea          | 66     |
| Zilver | Marianne St-Gelais  | Canada              | 63     |
| Brons  | Elise Christie      | Verenigd Koninkrijk | 47     |
| 4      | Fan Kexin           | China               | 44     |
| 5      | Suzanne Schulting   | Nederland           | 40     |
| 6      | Guo Yihan           | China               | 29     |
| 7      | Qu Chunyu           | China               | 21     |
| 8      | Kasandra Bradette   | Canada              | 19     |
| 9      | Yui Sakai           | Japan               | 8      |
| 10     | Charlotte Gilmartin | Verenigd Koninkrijk | 3      |